# Myrrhis arborescens
Myrrhis arborescens är en flockblommig växtart som beskrevs av Spreng.. Myrrhis arborescens ingår i släktet spanskkörvlar, och familjen flockblommiga växter. Inga underarter finns listade i Catalogue of Life.